# Leonid Pavlovič Chlobystin
Leonid Pavlovič Chlobystin, rusky Леонид Павлович Хлобыстин, (2. března 1931, Leningrad - 11. března 1988, Leningrad) byl sovětský archeolog, doktor historických věd.

## Životopis
V roce 1956 vystudoval historii na Leningradské státní univerzitě na fakultě archeologie, pak aspiroval na Archeologickém ústavu Akademie věd SSSR. Od roku 1961 působil v pobočce leningradského Archeologického ústavu Akademie věd SSSR: junior výzkumu paleolitu, pak vedoucí výzkumný pracovník, vedoucí neolitické skupiny, zástupce vedoucího pobočky institutu.
V roce 1960 uspořádal polární expedici. Výzkum probíhal v Arktidě (na poloostrově Kola, Špicberky) na Tajmyru a Jamalu. V roce 1985–1987 objevil starověké útočiště s unikátním souborem archeologických materiálů na ostrově Vajgač a poloostrově Jugra. Podílel se na expedicích na Krymu, v Střední Asii, na Bajkalu, Kamčatce, a dalších.

## Vybrané práce
- Древние культуры побережья озера Байкал. 1964
- Древняя история Таймырского Заполярья и вопросы формирования культур Севера Евразии, 1982
- Поселение Липовая Курья в Южном Зауралье, 1976
- Бронзовый век Восточной Сибири // Археология СССР. Эпоха бронзы лесной полосы СССР, 1987